# Laguna Aracar
Laguna Aracar är en sjö i Argentina.   Den ligger i provinsen Salta, i den norra delen av landet, 1 500 km nordväst om huvudstaden Buenos Aires. Laguna Aracar ligger 4 109 meter över havet.
Trakten runt Laguna Aracar är ofruktbar med lite eller ingen växtlighet. Trakten runt Laguna Aracar är nära nog obefolkad, med mindre än två invånare per kvadratkilometer.